# Центральна збагачувальна фабрика «Антрацит»
Центральна збагачувальна фабрика «Антрацит» (попередня назва «Совєтська») — збудована за проектом інституту «Південдіпрошахт». Стала до ладу у 1952 році з виробничою потужністю 600 тис. тонн на тік. В подальшому виробнича потужність була підвищена до 1800 тис. тонн.
Призначення фабрики неодноразово змінювалося: збагачення коксівного вугілля, енергетичного, антрациту — що забезпечувалося універсальною побудовою технології, яка включає збагачення вугілля відсадкою у некласифікованому вигляді і флотації шламу. Дрібні класи піддавалися термічному сушінню у трубах-сушарках, які з 1999 року зупинені з міркувань енергозбереження в умовах збагачення маловологомісткового антрациту.
Місце знаходження: селище Ханжонкове, м. Макіївка, Донецька обл., залізнична станція Ханжонкове;